# Li Tie (football)
Pour les articles homonymes, voir Li Tie.
Li Tie, né le 18 mai 1977  à Shenyang (Chine), est un footballeur international chinois reconverti entraineur.
Il évoluait au poste de milieu de terrain. Il joua au Liaoning Whowin Football Club, puis en Premiere League anglaise, au Everton Football Club (2002-2006) puis à Sheffield United (2006-2008) mais sans bénéficier de beaucoup de temps de jeu dans ces deux clubs. Il retourna ensuite en Chine, jouant une saison au Chengdu Tiancheng puis de nouveau au club de Liaoning où il achève sa carrière de joueur en 2012. 
Il joua 91 fois pour l'équipe nationale de Chine entre 1997 et 2007 et dont il fut le sélectionneur entre 2020 et 2021.
En décembre 2024, il est condamné par un tribunal de Pékin à 20 ans de prison pour corruption, accusé d'avoir reçu et d'avoir versé des pots-de-vin pour truquer des matches, acheter sa promotion en sélection nationale puis favoriser la sélection d'autres joueurs ou pour leur trouver des clubs en Chine. Sur cette même période, plusieurs dirigeants du football chinois ont été condamnés pour corruption.